# Пета заседа
„Пета заседа” је југословенски и словеначки филм први пут приказан 25. септембра 1968. године. Режирао га је Франце Космач а сценарио су написали Владимир Кох, Франце Космач и Витомил Зупан

## Улоге
| Глумац          | Улога                          |
| --------------- | ------------------------------ |
| Тоне Гогала     | Командант Хари                 |
| Борис Каваца    | Комисар Илија                  |
| Маријана Брецељ | Болничарка Мија                |
| Даре Валич      | начелник штаба Брегар          |
| Јанез Вајевец   | командир штабне патроле Тарзан |
| Исток Јереб     | Борац Ђовани                   |
| Нађа Видмар     | администраторка Татјана        |
| Бранко Иванц    | економ Наче                    |
| Арнолд Товорник | кувар Јазбец                   |
| Нико Горшич     | курир Малчек                   |
| Деметер Битенц  |                                |
| Нада Божић      |                                |
| Евген Цар       |                                |
| Мара Церне      |                                |
| Лаци Цигој      |                                |
| Ленча Ференчак  |                                |
| Бране Грубер    | (као Бранко Грубар)            |
| Јуре Кавшек     |                                |

Остале улоге  ▼
| Глумац           | Улога             |
| ---------------- | ----------------- |
| Исток Кох        |                   |
| Матјаж Кокољ     |                   |
| Матјаж Лобода    |                   |
| Верица Пантић    | (као Вера Патрич) |
| Санди Павлин     |                   |
| Карел Погорелец  |                   |
| Павле Раковец    |                   |
| Франце Северкар  |                   |
| Марко Симчић     |                   |
| Анатол Стерн     |                   |
| Андреас Валдес   |                   |
| Јуре Визјак      |                   |
| Станислав Затлер |                   |
| Метода Зорчић    |                   |
| Јоза Зупан       | (као Јозе Зупан)  |
| Милена Зупанчић  |                   |